# Governo Ruffo
Il governo Ruffo è stato il nono governo del Regno delle Due Sicilie.

## Composizione
- Niccolò Santangelo: Ministro Segretario di Stato degli Affari Interni (1832-1847)
- Antonio Statella, principe di Cassaro: Ministro Segretario di Stato degli Affari Esteri (27.07.1830-20.03.1840)
- Nicola Parisio: Ministro Segretario di Stato di Grazia e Giustizia (1832-1848)